# محوطه تپه طوین
محوطه تپه طوین مربوط به عصر مفرغ - هزاره اول قبل از میلاد است و در شهرستان میانه، بخش کندوان، دهستان گرمه شمالی، چسبیده به غرب روستای طوین واقع شده و این اثر در تاریخ ۲۷ اسفند ۱۳۸۶ با شمارهٔ ثبت ۲۲۷۳۱ به‌عنوان یکی از آثار ملی ایران به ثبت رسیده‌است.